# Indoleamina 2,3-dioxigenase
Indoleamina-pirrol 2,3-dioxigenase (IDO ou INDO EC 1.13.11.52) é uma enzima contendo heme que em humanos é codificada pelo gene IDO1. Esta enzima catalisa a degradação do aminoácido essencial L-triptofano a N-formilquinurenina usando o ânion superóxido como um doador de oxigênio.